# Грузька Говтва
Грузька́ Го́втва (Пере́дня Говтва, Шиша́цька Говтва) — річка в Україні, в межах Шишацького та Решетилівського районів Полтавської області. Права притока Говтви (басейн Дніпра).

## Опис
Довжина річки 68 км, площа басейну 573 км². Долина коритоподібна, заплава заболочена. Річище звивисте, місцями дуже звивисте. Ширина річища до 20 м. Середня глибина 0,5 м. Заплава використовується як сіножаті й пасовища. Вода річки — для потреб місцевого населення.

## Розташування
Грузька Говтва бере початок на північний схід від села Колодяжного. Тече спершу на південний захід, далі поступово повертає на південь. Зливаючись з Вільховою Говтвою біля східної частини смт Решетилівки, утворює річку Говтву.
Притоки: Балка Безіменна (ліва); Балка Безіменна, Бузовий (праві).